# Lord Fitzhenry
Lord Fitzhenry (1794) es una novela de la escritora y traductora inglesa Elizabeth Gunning. Su trama sigue a un joven aristócrata inglés que se enamora de la prometida de su amigo; intenta resistir sus sentimientos por respeto a su amigo y porque no puede casarse con una católica. Finalmente, descubre que ella es, de hecho, su prima (protestante) perdida hace mucho tiempo, y que su amigo preferiría casarse con otra persona, lo que permite que la novela termine felizmente con múltiples bodas. La historia fue desarrollada originalmente como una subtrama en su primera novela, The Packet (1794), pero Gunning la vendió como una novela independiente para evitar sobrepasar su contrato de escribir cuatro volúmenes para The Packet. Las reseñas de la novela en diciembre de 1794 elogiaron el desarrollo del personaje de Gunning y su prosa animada.

## Sinopsis
Lord Fitzhenry, un joven aristócrata inglés, visita a su amigo Frederic Wardour en Gales. Wardour está comprometido con la señorita Melmoth, pero está enamorado de otra. Fitzhenry tiene un flechazo con la señorita Melmoth, pero jura resistirse a sus sentimientos. Fitzhenry conoce a una heredera nueva rica, adinerada pero poco sofisticada, la señorita Clarinda Owens. La desagradable madre de la señorita Owens intenta fomentar un matrimonio, pero Fitzhenry no muestra interés. Fitzhenry relata una larga historia intercalada sobre la infelicidad de su tía casada con Lord Hillford, un católico que intentó obligarla a convertirse; entre otras crueldades, la separó de su hija. El padre de Fitzhenry juró nunca permitir que sus hijos se casaran con católicos, otro obstáculo en la relación de Fitzhenry con la señorita Melmoth (católica).
Tras rechazar durante un tiempo otras perspectivas románticas en Londres, Fitzhenry viaja a Francia para su grand tour, acompañado por el Sr. Courtenay (sobrino nieto del Dr. Burnett, antiguo capellán protestante de su tía). Fitzhenry descubre que Wardour está enamorado de su hermana Elizabeth, mientras que el Sr. Courtenay está enamorado de su hermana Jemima. En Nápoles, Fitzhenry visita a su desdichada tía, Lady Hillford; para su sorpresa, la Srta. Melmoth vive con ella y Lord Hillford. Fitzhenry descubre que la Srta. Melmoth es en secreto Lady Olivia, hija de un aristócrata. Con la ayuda de su tía, le propone matrimonio, y Olivia acepta.
Lord Hillford se opone a la conexión de Fitzhenry con Olivia e intenta asesinarlo. Fitzhenry mata a los asesinos en dos ocasiones; luego huye de regreso a Inglaterra. Mientras tanto, Olivia ha desaparecido; Fitzhenry la busca. Fitzhenry se bate en duelo con Wardour, presa de celos infundados por Olivia. Lord Hillford es asesinado por sus sicarios. Un sacerdote italiano revela que Olivia es la hija perdida de Lady Hillford y, por lo tanto, de ascendencia protestante. La novela termina con una feliz triple boda: Fitzhenry se casa con su prima Olivia, mientras que Wardour y el Sr. Courtenay se casan con las hermanas de Fitzhenry.

### Eventos enThe Packet
Fitzhenry aparece por primera vez en la novela anterior de Gunning como amigo del protagonista, William Montreville. Se encuentran por casualidad en Calais, donde Fitzhenry se encuentra misteriosamente angustiado. Fitzhenry le comunica la noticia de la muerte de la hermana de William y lo escolta de regreso al castillo de su familia en Inglaterra. Más tarde, reaparece bajo el nombre falso de Jack Robertson y se esconde en el castillo de Montreville para evitar ser procesado en caso de que Wardour muera a causa de las heridas sufridas en el duelo.

## Composición y publicación
Originalmente, Lord Fitzhenry iba a formar parte de su primera novela, The Packet (publicada en 1794), pero en lugar de ello se amplió y se convirtió en una obra independiente. El contrato de Gunning con su editor para The Packet especificaba que les escribiría una obra de cuatro volúmenes; cuando su historia comenzó a exceder esa longitud, dividió una subtrama para poder cobrar por dos novelas en su lugar. La historia de Lord Fitzhenry en The Packet termina en un cliffhanger, con el personaje preguntándose si ha matado a su amigo en un duelo. Gunning incluyó una nota que sugiere a los lectores leer su próximo libro para ver cómo concluye su historia. Lord Fitzhenry también incluye algunas notas que sugieren a los lectores comprar The Packet para conocer la historia completa de algunos desarrollos de la trama. La historiadora literaria Pam Perkins describe las decisiones de publicación de Gunning como las de una profesional astuta, a pesar de que en el prefacio de The Packet afirma que era una aficionada reticente. Un crítico de The Packet se quejó de la decisión editorial, diciendo: «nos han prometido otra novela de la misma mano; que se construirá sobre una historia episódica en estos volúmenes, contra lo cual, dicho sea de paso, protestamos porque lo consideramos un modo imprudente de una nueva publicación». Lord Fitzhenry fue publicado por primera vez como un libro de tres volúmenes en Londres por Joseph Bell en 1794, seguido por una edición de dos volúmenes en Dublín el mismo año.

## Recepción contemporánea
La novela fue reseñada en las ediciones de diciembre de 1794 de The Critical Review y The British Critic. The Critical Review elogió la vivacidad de la prosa de Gunning y la ingeniosa estructura argumental, y expresó su satisfacción con el final feliz de la historia. The British Critic planteó más objeciones a la trama, criticando la inclusión de un duelo en el que Fitzhenry está «manifiestamente equivocado» y la muerte del capellán Dr. Burnett, que «no produce ningún efecto». No obstante, el crítico elogió la obra en su conjunto, afirmando que «la señorita Gunning sigue superando a la mayoría de sus rivales, gracias a la sencillez, originalidad y vivacidad de su narración». Destaca la corrección de la representación que Gunning hace de la vida aristocrática, especialmente el divertido contraste entre la vulgaridad de Lady Owen y la elegancia de los demás personajes.

## Análisis posterior
La erudita literaria Kate Rumbold menciona a Lord Fitzhenry como un ejemplo de «Shakespeare banal» en el siglo XVIII. Como figura recién popularizada de la literatura inglesa, Shakespeare fue ampliamente citado en la literatura del siglo XVIII, a menudo hasta el punto de caer en el cliché. Lord Fitzhenry es una de las muchas novelas en las que un personaje cita el verso «Ángeles y ministros de la gracia, defiéndenos» de Hamlet como una exclamación de sorpresa, diluyendo su impacto trágico original; se utiliza como saludo entre conocidos que se habían perdido hace mucho tiempo.
En su libro Reading Smell in Eighteenth-Century Fiction, Emily C. Friedman describe el uso ostentoso pero innecesario de sales aromáticas por parte de la señorita Owens como una señal para los lectores del siglo XVIII de sus defectos de carácter: muestra los accesorios de la cultura de la sensibilidad, pero su falta de respuesta personal señala que, de hecho, es una persona poco empática.